# Gliederung des Heeres (Bundeswehr, Heeresstruktur 3)
Die Gliederung des Heeres der Bundeswehr in der Heeresstruktur 3 beschreibt die Truppenteile des Heeres in der Heeresstruktur 3. Die Heeresstruktur 3 bezeichnete die Gliederung zwischen etwa 1970 bis etwa 1980 als die Umgliederung in die Heeresstruktur 4 begann. Auffälligster Unterschied zwischen der Heeresstruktur 2 und 3 war die Aufstellung der letzten der 36 geplanten Brigaden, die Umgliederung einiger Divisionen und Brigaden in Jägerdivisionen und Jägerbrigaden, die Umgliederung der Fallschirmjägerbrigaden in Luftlandebrigaden sowie die erstmalige Eingliederung des Territorialheeres in das Heer.

## Vorbemerkungen

### Umfang des Heeres
Das Feldheer konnte 1975 die letzte der geplanten 36 Brigaden aufstellen. Das Territorialheer stellte bis 1974 in jedem der sechs Wehrbereiche je ein Heimatschutzkommando als Kern der Heimatschutztruppe auf.

### Übergeordnete Führung
Die drei deutschen Korps und die nachgeordneten Truppenteile sollten im Verteidigungsfall durch Kommandostäbe der NATO geführt werden. In der NATO-Kommandostruktur war der Einsatz für LANDJUT, NORTHAG und CENTAG vorgesehen. Die dem Inspekteur des Heeres nachgeordneten Truppenteile auf Ebene der obersten Heeresführung sowie die den drei Territorialkommandos nachgeordneten Truppenteile blieben (auch im Verteidigungsfall ) unter nationaler Führung – blieben also dem Bundeskanzler bzw. Bundesministerium der Verteidigung bzw. dem Führungsstab der Streitkräfte und dem Führungsstab des Heeres nachgeordnet. Dieser Bereich war also nicht in die NATO-Kommandostruktur integriert.

### Das Territorialheer in der Heeresstruktur 3
Das Territorialheer, also alle in der Heeresstruktur 2 noch dem Kommando Territoriale Verteidigung nachgeordneten und daher nicht zum Heer zählenden Truppenteile, wurden zur Einnahme der Heeresstruktur 3 erstmals in das Heer integriert und durch drei neu ausgeplante Territorialkommandos geführt. Neben dem Feldheer, also den den Korps nachgeordneten und in die NATO-Kommandostrukturen integegrierten Truppenteilen, bildete das Territorialheer einen eigenen Bereich innerhalb des Heeres.

### Hinweis zu den Verbandsabzeichen und internen Verbandsabzeichen
Für interne Verbandsabzeichen wurde erst etwa Mitte der 1980er Jahre offiziell eine Tragegenehmigung erteilt. Sie sind daher nicht dargestellt. Die aufgezählten Truppenteile oder die in ihrer Tradition stehenden „Nachfolger“ könnten jedoch inoffiziell bereits wappenähnliche Abzeichen geführt haben bzw. ab Mitte der 1980 offiziell erhalten haben. Die dargestellten Verbandsabzeichen für Großverbände wurden in der Heeresstruktur 2 in die Truppe eingeführt und sind entsprechend dargestellt.

## Oberste Heeresführung
- Inspekteur des Heeres / Führungsstab des Heeres, Bonn[1]
  -  Führungsfernmeldebrigade 900, Meckenheim[1]
  -  Heeresamt, Köln[1]
    -  Stammdienststelle des Heeres, Köln[1]
    - Schulen und Zentren des Heeres

  -  Materialamt des Heeres, Bad Neuenahr-Ahrweiler[1]

## Feldheer

### I. Korps

Verbandsabzeichen I. Korps

- Stab I. Korps, Münster[2][1]
  -  Korpstruppen
    -  Fernmeldekommando 1, Münster[1] (Hinweis: Aufstellung 1972)[1]
    -  Heeresfliegerkommando 1, Münster[1] (Hinweis: Aufstellung 1971)[1]
    -  Pionierkommando 1, Minden[1] (Hinweis: Aufstellung 1972)[1]
    -  Artilleriekommando 1, Münster[1] (Hinweis: Aufstellung 1972)[1]
    -  Instandsetzungskommando 1, Bielefeld[1] (Hinweis: Aufstellung 1972)[1]
    -  Nachschubkommando 1, Rheine[1] (Hinweis: Aufstellung 1972)[1]
    -  Sanitätskommando 1, Münster[1] (Hinweis: Aufstellung 1972)[1]
    -  Panzerregiment 100, Hemer[1] (Hinweis: 1975[1] Rückgliederung in Panzerbrigade 20)

Hinweis: Aus dem Stab des Korpsflugabwehrkommandeurs 1 (Münster) wurde möglicherweise bereits um 1970 analog zu den Flugabwehrkommandos der anderen Korps das Flugabwehrkommando 1 als Teil der Korpstruppen beim I. Korps ausgeplant.

#### 1. Panzergrenadierdivision
- 1. Panzergrenadierdivision, Hannover[2][1]
  -  Divisionstruppen 1. Panzergrenadierdivision
  -  Panzergrenadierbrigade 1, Hildesheim[1][2]
  -  Panzergrenadierbrigade 2, Braunschweig[1][2]
  -  Panzerbrigade 3, Nienburg[1][2]

#### 3. Panzerdivision
- 3. Panzerdivision, Buxtehude[2][1]
  -  Divisionstruppen 3. Panzerdivision
  -  Panzergrenadierbrigade 7, Hamburg[1][2]
  -  Panzerbrigade 8, Lüneburg[1][2]
  -  Panzerlehrbrigade 9, Munster[1][2]

#### 6. Panzergrenadierdivision
Hinweis: Die 6. Panzergrenadierdivision war im Verteidigungsfall nicht als Truppenteil des I. Korps vorgesehen, sondern war der deutsche Hauptbeitrag für LANDJUT.
- 6. Panzergrenadierdivision, Neumünster[2][1]
  -  Divisionstruppen 6. Panzergrenadierdivision
  -  Panzergrenadierbrigade 16,[2] Wentorf[1]
  -  Panzergrenadierbrigade 17, Hamburg[1][2]
  -  Panzerbrigade 18, Neumünster[1][2]

#### 7. Panzergrenadierdivision
Hinweis: Die 7. Panzergrenadierdivision war bis 1972 dem III. Korps unterstellt und wechselte dann zum I. Korps.
- 7. Panzergrenadierdivision, Unna[5][1][2]
  -  Divisionstruppen 7. Panzergrenadierdivision
  -  Panzergrenadierbrigade 19, Ahlen[1][2]
  -  Panzerbrigade 20, Iserlohn[1] (bis 1976 Hemer)[1] (Hinweis: Neuaufstellung 1975[1] aus Panzerregiment 100)
  -  Panzerbrigade 21, Augustdorf[1][2]

#### 11. Panzergrenadierdivision
- 11. Panzergrenadierdivision,[2] Oldenburg[1][2]
  -  Divisionstruppen 11. Panzergrenadierdivision
  -  Panzergrenadierbrigade 31, Oldenburg[1][2]
  -  Panzergrenadierbrigade 32, Schwanewede[1][2]
  -  Panzerbrigade 33, Celle[1] (bis 1976 Lingen)[1][2]

### II. Korps

Verbandsabzeichen II. Korps

- Stab II. Korps, Ulm[5][1]
  -  Korpstruppen
    -  Fernmeldekommando 2, Ulm[1] (Hinweis: Aufstellung 1973)[1]
    -  Heeresfliegerkommando 2, Laupheim[1] (Hinweis: Aufstellung 1971)[1]
    -  Pionierkommando 2, Ulm[1] (Hinweis: Aufstellung 1972)[1]
    -  Flugabwehrkommando 2, Ulm[1] (Hinweis: Aufstellung 1972)[1]
    -  Artilleriekommando 2, Ulm[1] (Hinweis: Aufstellung 1972)[1]
    -  Instandsetzungskommando 2, Ulm[1] (Hinweis: Aufstellung 1972)[1]
    -  Nachschubkommando 2, Ulm[1] (Hinweis: Aufstellung 1972)[1]
    -  Sanitätskommando 2, Ulm[1] (Hinweis: Aufstellung 1972)[1]
    -  Panzerregiment 200, Dornstadt[1] (Hinweis: Aufgestellt 1971;[1] 1975[1] Umgliederung in Panzerbrigade 28)

#### 4. Jägerdivision
- 4. Jägerdivision, Regensburg[5][1]
  -  Divisionstruppen 4. Jägerdivision
  -  Jägerbrigade 10, Weiden in der Oberpfalz[1][5]
  -  Jägerbrigade 11, Bogen[1][5]
  -  Panzerbrigade 12, Amberg[1][5]

#### 1. Gebirgsdivision
- 1. Gebirgsdivision, Garmisch-Partenkirchen[5][1]
  -  Divisionstruppen 1. Gebirgsdivision
  -  Gebirgsjägerbrigade 22, Mittenwald[1][5]
  -  Gebirgsjägerbrigade 23, Bad Reichenhall[1][5]
  -  Panzergrenadierbrigade 24, Landshut[1][5]

#### 1. Luftlandedivision
Hinweis: die Luftlandebrigaden wurden im Frieden wie dargestellt durch die 1. Luftlandedivision geführt. Für den Verteidigungsfall war jede der Luftlandebrigaden als schnell verlegbare Reserve für jeweils ein Korps vorgesehen.
- 1. Luftlandedivision,[5] Bruchsal[1]
  -  Luftlandebrigade 25, Calw[5][1] (Hinweis: 1971[1] durch Umgliederung Fallschirmjägerbrigade 25[5] aufgestellt)
  -  Luftlandebrigade 26,[5] Saarlouis[1] (bis 1972 Zweibrücken)[1] (Hinweis: 1971[1] durch Umgliederung Fallschirmjägerbrigade 26[5] aufgestellt)
  -  Luftlandebrigade 27, Lippstadt[1][5]

#### 10. Panzerdivision
- 10. Panzerdivision, Sigmaringen[5][1]
  -  Divisionstruppen 10. Panzerdivision
  -  Panzerbrigade 28, Dornstadt[1] (Hinweis: 1975[1] aufgestellt aus Panzerregiment 200)
  -  Panzerbrigade 29, Sigmaringen[1][5]
  -  Panzerbrigade 30, Ellwangen[1][5]

### III. Korps

Verbandsabzeichen III. Korps

Hinweis: Die 7. Panzergrenadierdivision war bis 1972 dem III. Korps unterstellt und wechselte dann zum I. Korps. Das geplante Panzerregiment (300) wurde nicht aufgestellt.
- Stab III. Korps, Koblenz[6][1]
  -  Korpstruppen
    -  Fernmeldekommando 3, Koblenz[1] (Hinweis: Aufstellung 1972)[1]
    -  Heeresfliegerkommando 3, Mendig[1] (bis 1971 Koblenz) (Hinweis: Aufstellung 1971)[1]
    -  Pionierkommando 3, Koblenz[1] (Hinweis: Aufstellung 1972)[1]
    -  Flugabwehrkommando 3, Koblenz[1] (Hinweis: Aufstellung 1972)[1]
    -  Artilleriekommando 3, Koblenz[1] (Hinweis: Aufstellung 1972)[1]
    -  Instandsetzungskommando 3, Koblenz[1] (Hinweis: Aufstellung spätestens 1972)[1]
    -  Nachschubkommando 3, Diez[1] (Hinweis: Aufstellung 1972)[1]
    -  Sanitätskommando 3, Koblenz[1] (Hinweis: Aufstellung 1972)[1]

#### 2. Jägerdivision
Hinweis: Die Panzerbrigade 6 wechselte im Zuge eines Truppenversuchs und im Vorgriff auf die Heeresstruktur 4 1976/1977 von der 2. Jägerdivision zur 5. Panzerdivision. Im Gegenzug wechselte die Panzerbrigade 34 1975 von der 12. Panzer(grenadier)division zur 2. Jägerdivision. Die Bezeichnungen der beteiligten Brigaden wurde erst in der Heeresstruktur 4 angepasst.
- 2. Jägerdivision,[6] Kassel[1] (bis 1974 Marburg)[1][6]
  -  Divisionstruppen 2. Jägerdivision
  -  Jägerbrigade 4, Göttingen[6][1]
  -  Panzergrenadierbrigade 5,[1] Homberg[6][1]
  -  Panzerbrigade 6, Neustadt[1][6] (Hinweis: es handelt sich im Kern um die spätere Panzerbrigade 14)

#### 5. Panzerdivision
Hinweis: Die Panzerbrigade 14 wechselte im Zuge eines Truppenversuchs und im Vorgriff auf die Heeresstruktur 4 1977 von der 5. Panzerdivision zur 12. Panzer(grenadier)division. Im Gegenzug wechselte die Panzerbrigade 6 1977 von der 2. Jägerdivision zur 5. Panzerdivision. Die Bezeichnungen der beteiligten Brigaden wurde erst in der Heeresstruktur 4 angepasst.
- 5. Panzerdivision,[6][1] Diez[1]
  -  Divisionstruppen 5. Panzerdivision
  -  Panzergrenadierbrigade 13, Wetzlar[1][6]
  -  Panzerbrigade 14, Koblenz[1][6] (Hinweis: es handelt sich im Kern um die spätere Panzerbrigade 34)
  -  Panzerbrigade 15, Koblenz[1][6]

#### 12. Panzer(grenadier)division
Hinweis: Die Panzerbrigade 34 wechselte im Zuge eines Truppenversuchs und im Vorgriff auf die Heeresstruktur 4 1975 von der 12. Panzer(grenadier)division zur 2. Jägerdivision. Im Gegenzug wechselte die Panzerbrigade 14 1977 von der 5. Panzerdivision zur 12. Panzer(grenadier)division. Die Bezeichnungen der beteiligten Brigaden wurde erst in der Heeresstruktur 4 angepasst.
- 12. Panzergrenadierdivision,[1] Veitshöchheim[6][1] (Hinweis: 1977[1] aufgelöst und Umgliederung zur 12. Panzerdivision.)
- →  12. Panzerdivision, Veitshöchheim[6][1] (Hinweis: Aufstellung 1977[1] Aufstellung durch Umgliederung 12. Panzergrenadierdivision.)
  -  Divisionstruppen 12. Panzergrenadierdivision
  -  Panzerbrigade 34, Kassel[1] (Hinweis: Aufstellung 1975; es handelt sich im Kern um die spätere Panzerbrigade 6)
  -  Panzergrenadierbrigade 35, Hammelburg[1][6]
  -  Panzerbrigade 36, Bad Mergentheim[1][6]

## Territorialheer

### Territorialkommando Schleswig-Holstein/Wehrbereichskommando I

Verbandsabzeichen Territorialkommando Schleswig-Holstein

Hinweis: Der Stab des Territorialkommandos Schleswig-Holstein war in der Heeresstruktur 3 gleichzeitig der Stab des Wehrbereichskommandos I.
- Stab Territorialkommando Schleswig-Holstein / Wehrbereichskommando I, Kiel[1][7]
  -  Heimatschutzkommando 13, Eutin[1][7]
  -  Versorgungskommando 600, Flensburg[1][7]
  -  Sanitätskommando 600,[7] Neumünster[1]
  -  Verteidigungsbezirkskommando 10, Hamburg[1][7]
  -  Verteidigungsbezirkskommando 11, Schleswig[1][7] (bis 1973 Flensburg)[1] (Hinweis: 1974 in Verfügungstruppenkommando 600 umgegliedert)[1]
  -  Verfügungstruppenkommando 600 (Geräteeinheit),[1][7] Schleswig[1] (Hinweis: 1974 aus Verteidigungsbezirkskommando 11 aufgestellt.[1] Alternativ auch als Truppenverfügungskommando 600 bezeichnet.[7])

### Territorialkommando Nord

Verbandsabzeichen Territorialkommando Nord

- Stab Territorialkommando Nord, Mönchengladbach[1][8]
  -  Versorgungskommando 800, Lingen[1][8]
  -  Sanitätskommando 800, Mönchengladbach[1][8]

#### Wehrbereichskommando II
- Wehrbereichskommando II,[8] Hannover[1]
  -  Heimatschutzkommando 14, Lingen[1] (bis 1976 Munster)[1] (Hinweis: Aufstellung 1974)[1]
  -  Verteidigungsbezirkskommando 20, Bremen[1][9]
  -  Verteidigungsbezirkskommando 21, Osnabrück[1][9] (Hinweis: Auflösung 1979)[1][9]
  -  Verteidigungsbezirkskommando 22, Hannover[1][9]
  -  Verteidigungsbezirkskommando 23, Braunschweig[1][9]
  -  Verteidigungsbezirkskommando 24, Oldenburg[1][9]
  -  Verteidigungsbezirkskommando 25, Lüneburg[1][9]
  -  Verteidigungsbezirkskommando 26, Stade[1][9] (Hinweis: Auflösung 1974)[1][9]

#### Wehrbereichskommando III
- Wehrbereichskommando III,[8] Düsseldorf[1]
  -  Heimatschutzkommando 15 (teilaktiv),[1] Wuppertal[1] (bis 1976 Unna)[1]
  -  Verteidigungsbezirkskommando 31, Köln[1][9]
  -  Verteidigungsbezirkskommando 32, Düsseldorf[1][9]
  -  Verteidigungsbezirkskommando 33, Münster[1][9]
  -  Verteidigungsbezirkskommando 34, Arnsberg[1][9]
  -  Verteidigungsbezirkskommando 35, Detmold[1][9]
  -  Verteidigungsbezirkskommando 36, Aachen[1][9] (Hinweis: Auflösung 1971)[1][9]

### Territorialkommando Süd

Verbandsabzeichen Territorialkommando Süd

- Stab Territorialkommando Süd, Mannheim[1][8]
  -  Versorgungskommando 850,[1][8] Limburg an der Lahn[1]
  -  Versorgungskommando 860, Germersheim[1][8]

Hinweis: möglicherweise wurde beim Territorialkommando Süd analog zum Territorialkommando Nord bis Ende der 1970-er Jahre ein Sanitätskommando aufgestellt (möglicherweise bereits als Sanitätskommando 850 bezeichnet).

#### Wehrbereichskommando IV
- Wehrbereichskommando IV,[8] Mainz[1]
  -  Heimatschutzkommando 16, Zweibrücken[1] (Hinweis: Aufstellung 1972)[1]
  -  Verteidigungsbezirkskommando 41, Koblenz[1][9]
  -  Verteidigungsbezirkskommando 42, Trier[1][9]
  -  Verteidigungsbezirkskommando 43, Wiesbaden[1][9]
  -  Verteidigungsbezirkskommando 44, Kassel[1][9]
  -  Verteidigungsbezirkskommando 45, Neustadt an der Weinstraße[1][9]
  -  Verteidigungsbezirkskommando 46, Saarbrücken[1][9]
  -  Verteidigungsbezirkskommando 47, Gießen[1][9]

#### Wehrbereichskommando V
- Wehrbereichskommando V,[8] Stuttgart[1]
  -  Heimatschutzkommando 17, Böblingen[1] (Hinweis: Aufstellung 1972)[1]
  -  Verteidigungsbezirkskommando 51, Ludwigsburg[1][9]
  -  Verteidigungsbezirkskommando 52, Karlsruhe[1][9]
  -  Verteidigungsbezirkskommando 53, Freiburg[1][9]
  -  Verteidigungsbezirkskommando 54, Tübingen[1][9]

#### Wehrbereichskommando VI
- Wehrbereichskommando VI,[8] München[1]
  -  Heimatschutzkommando 18, Neuburg an der Donau[1]
  -  Verteidigungsbezirkskommando 61, Augsburg[1][9]
  -  Verteidigungsbezirkskommando 62, Regensburg[1][9]
  -  Verteidigungsbezirkskommando 63, Ansbach[1][9]
  -  Verteidigungsbezirkskommando 64, Würzburg[1][9]
  -  Verteidigungsbezirkskommando 65, München[1][9]
  -  Verteidigungsbezirkskommando 66, Landshut[1][9]
  -  Verteidigungsbezirkskommando 67, Bayreuth[1][9]